# Parc national La Visite
Le parc national La Visite est un parc national d'Haïti.
Le parc national La Visite est situé dans le sud-est d'Haïti dans la chaîne de la Selle.
Le parc couvre une superficie de 30 km2 et s'étend jusqu'à la frontière avec la République dominicaine.
Le parc offre un paysage vallonné, entrecoupé par des ravines et des cascades.
Le parc fut créé en 1983, par un décret du gouvernement de Jean-Claude Duvalier, afin de protéger la flore de la déforestation. Dans ce parc pousse une forêt mixte composée de feuillus et de conifères. Le parc renferme la plus grande réserve de pins d'Haïti. Cette pinède se situe à 1900 mètres d'altitude en moyenne.
Malgré la création de ce parc, le déboisement continue. Une sensibilisation de la population et le développement de l'écotourisme pourraient permettre de limiter la déforestation galopante.
Le parc national La Visite fait également partie de la zone cœur de la réserve de biosphère de La Selle, désignée par l'UNESCO en 2012.
Le 23 juillet 2012, au moins 4 personnes trouvent la mort dans une tentative de la police de faire déguerpir 142 familles occupant cet espace depuis 1942.

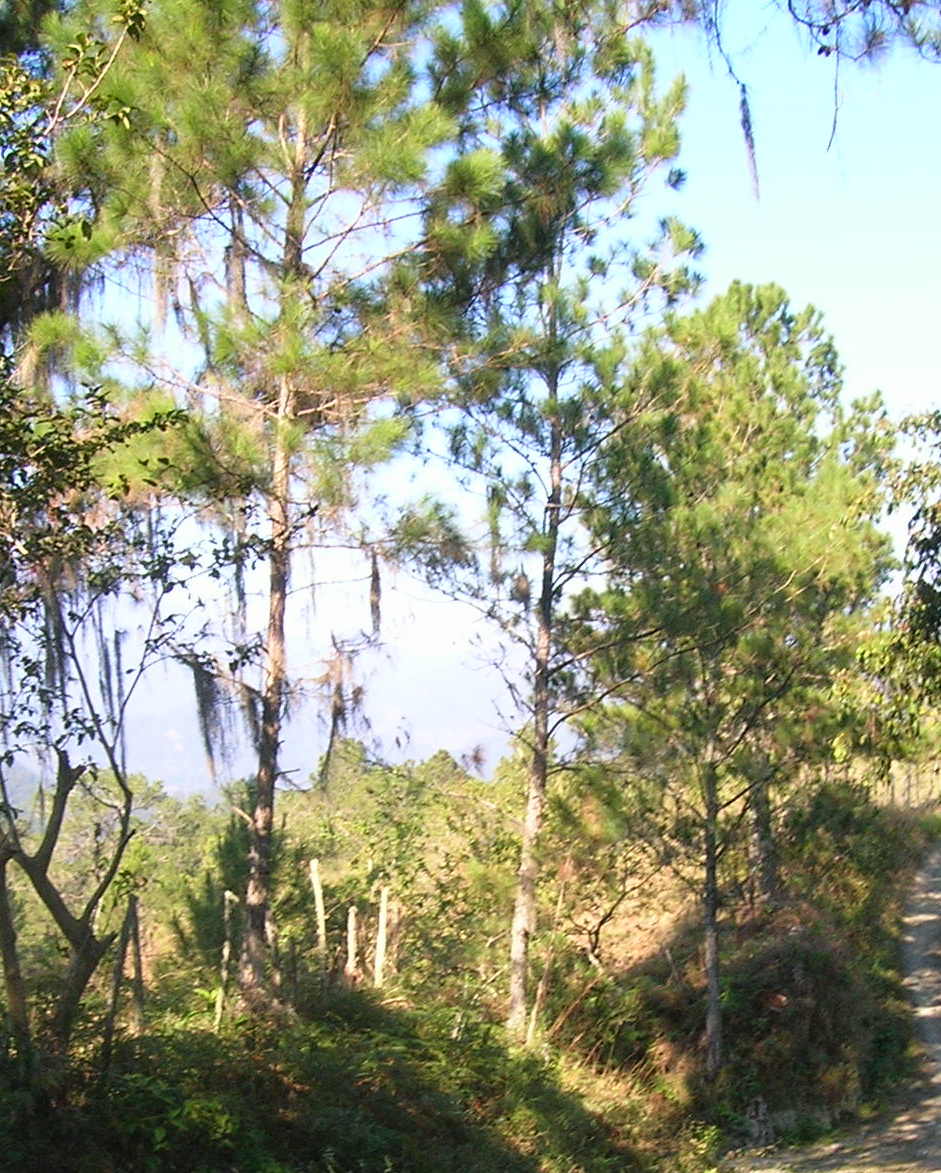
Une forêt de pins d'Hispaniola.